# 冠 (日本)

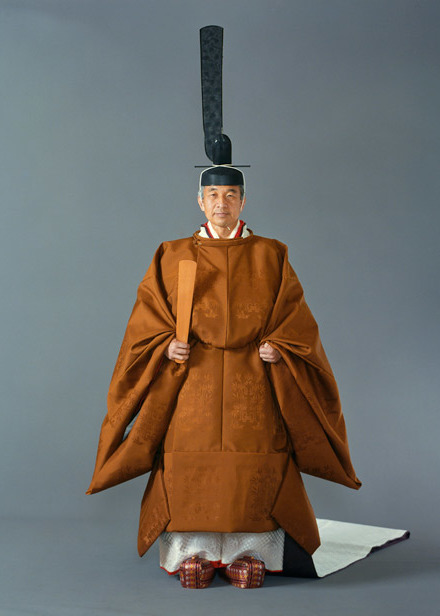
穿着束带的明仁

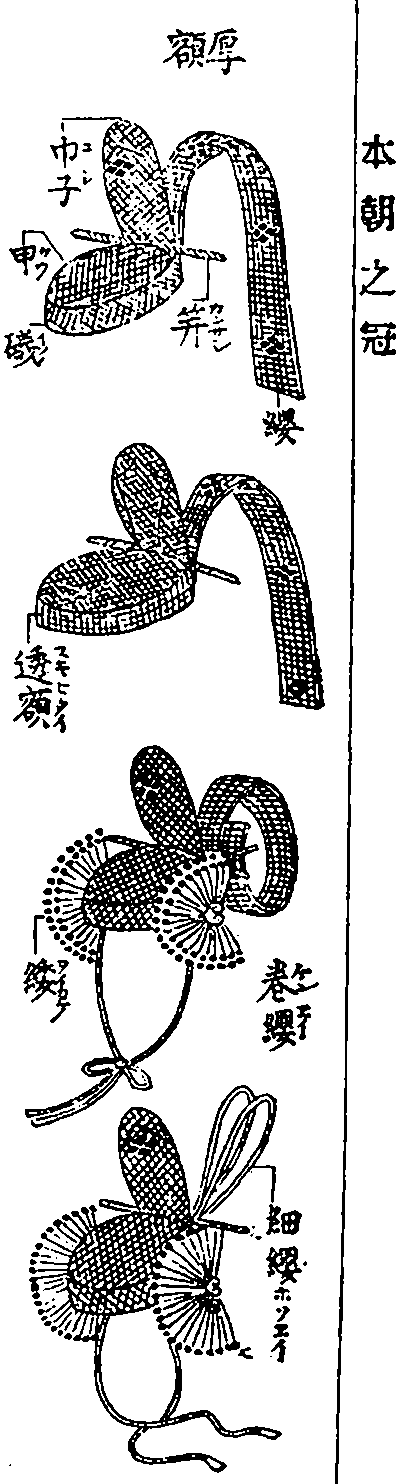
日本冠種類

冠（日语：／ kanmuri */?）是日本的一種傳統帽子，通常由涂漆的黑色丝绸纱布製成。平安时代至明治维新期間的日本成年男子（朝臣、贵族和天皇）會戴上這種帽子。如今，只有皇室和政府官员在极少数场合（例如婚礼和即位禮）會戴上此類帽子，而且戴上日本冠時往往還要身穿束带。

## 种类

### 束带
- 立缨冠（天皇佩戴）
- 垂缨冠（文官佩戴）
- 卷缨冠（武官佩戴）